# 五里牌镇 (双牌县)
五里牌镇，是中华人民共和国湖南省永州市双牌县下辖的一个乡镇级行政单位。2015年11月18日，将佑里、佑上、人民洞3个建制村划归泷泊镇管辖。

## 行政区划
五里牌镇下辖以下地区：
五里牌村、黄泥坡村、人民洞村、佑里村、柏木塘村、线口村、昙花村、红福田村、塘基上村、麻园里村、田洞里村、大叶江村、盘大岭村、全家洲村和良种场佑上村。